# Кнорре Павло Карлович
Кно́рре Павло́ Ка́рлович (1 лютого 1842 — 13 вересня 1908) — російський вчений-лісівник, засновник Морозовського лісництва.

## Біографія
Народився 1 лютого 1842 року в місті Миколаєві в родині директора Миколаївської морської обсерваторії К. Х. Кнорре.
У 1864–1865 роках навчався у школі лісництва в Швейцарії, отримав диплом вченого лісівника.
З 1866 року — слухач Петровської академії землеробства і лісівництва, з 1867 року — виконувач обов'язків професора цієї ж академії.
У 1868–1883 роках — лісничий, завідувач лісів графа Уварова в Чембарському повіті Пензенської губернії.
У 1883–1902 роках — завідувач лісів у приватних маєтках в Мінській, Вітебській та інших західних губерніях Російської імперії.
На межі XIX-ХХ сторіччя спільно з російськими лісівниками Н. К. Генко та І. М. Сусом брав участь у степовому лісорозведенні на території сучасної Волгоградської області Росії.
У 1902 році відрахований з Корпусу лісничих.
У 1895–1908 роках у своєму маєтку поблизу села Неклюдовка Городищенського повіту Пензенської губернії (нині село Засурське Лунінського району Пензенської області) заклав сад площею 62 га й плодовий розсадник.
Помер 13 вересня 1908 року. Похований у Неклюдовці.

## Нагороди
У 1883 році нагороджений орденом Святого Станіслава 3-го ступеня.
У 1885 році за облаштування лісів у царському маєтку «Дерюгіно» отримав смарагдовий з діамантом перстень.

## Твори
- Кнорре П. К. «Эксплуатация леса в Чернышевской лесной даче» //Лесной журнал, 1880, № 8.
- Кнорре П. К. «Осина в Чернышевской даче графа Уварова Чембарского уезда Пензенской губернии» //Лесной журнал, 1880, № 3.
- Кнорре П. К. «Возобновление и разведение леса в Чернышевской лесной даче» //Лесной журнал, 1881, № 6.
- Кнорре П. К. «Очерк о Чернышевской лесной даче» — М., 1882.